# Setting the World on Fire
Setting the World on Fire è un singolo del cantautore statunitense Kenny Chesney, pubblicato il 28 luglio 2016 come primo estratto dal diciassettesimo album in studio Cosmic Hallelujah.
Il brano, che ha visto la partecipazione della cantautrice statunitense Pink, è stato candidato alla Miglior interpretazione country di un duo o un gruppo ai Grammy Awards 2017.

## Video musicale
Il video musicale, girato in bianco e nero e ambientato a Los Angeles, è stato reso disponibile nel settembre 2016.

## Classifiche
| Classifica (2016) | Posizione massima |
| ----------------- | ----------------- |
| Australia         | 26                |
| Canada            | 48                |
| Stati Uniti       | 29                |